# Цимашам
Цимашам (англ. Tsimasham) — административный центр дзонгхкага Чукха в Бутане.
Через Цимашам проходит основная трасса с севера от города Тхимпху на юг к городу Пхунчолинг. Весь транспорт, следующий из столицы Бутана на юг к границе с Индией (и обратно), проезжает через Цимашам.
Население города составляет 1233 человека (по переписи 2005 г.), а по оценке 2012 года — 1436 человек.